# Trentola-Ducenta
Trentola-Ducenta – miejscowość i gmina we Włoszech, w regionie Kampania, w prowincji Caserta.
Według danych na rok 2004 gminę zamieszkiwało 14 129 osób, 2354,8 os./km².